# 楝科
楝科属于被子植物門（Angiospermae）雙子葉植物綱（Magnoliopsida）無患子目（Sapindales）植物的一科。
大部分是常绿植物，也有部分是落叶的。《中國種子植物科屬詞典》引用侯宽昭和陈德昭於1955年編著的《中国楝科志》指：本科有「约50属，1400种」；而按Christenhusz- & Byng (2016)，本科現時包括約53個屬、600個物種。

## 分佈
本科物種有一個泛熱帶分佈：基本生长在热带地区，但最北有可生長到中国的溫帶氣候地區的楝属（Melia），而最南有可在澳大利亚东南部的温带地区生長的香椿属（Toona）。中國國內有18個屬，62種。

## 形态
- 大部分都是乔木，少数为灌木；小枝常有皮孔。
- 叶片互生、稀有对生，一般为1～3回羽状复叶；没有托叶。
- 花朵小至中等大小，辐射对称，通常为圆锥花序；通常5基数；浅杯状或短管状花萼，全缘，4～5齿裂或由4～5萼片组成；花瓣一般为4～5枚，发芽时呈镊合状或覆瓦状排列，分离或下部与雄蕊管合生；雄蕊花丝通常合生成雄蕊管，花药为花瓣的2倍，或与花瓣等数，直立，内向，着生于雄蕊管内面裂齿的顶端或每2裂齿之间；子房小，上位，分离或与花盘合生，一般4～5室，每室有胚珠1～2颗或很多。
- 果皮一般为革质、木质；种子常有假种皮，有时具有膜质翅。

## 利用
藥用10屬23種，有的品种可以提炼植物油，用于制造肥皂或杀虫剂；桃花心木是名贵的木材；香椿的嫩芽可以用做蔬菜。
本科中一些著名的品种：
- 樹蘭（Aglaia odorata）（中国）
- 印度楝（Azadirachta indica）
- 苦楝（Melia azedarach）（中国，印度和澳大利亚）
- 西班牙柏木（Cedrela odorata）（南美洲）
- 大葉桃花心木（Swietenia macrophylla）
- 桃花心木（Khaya senegalensis）（热带非洲）
- 科特迪瓦桃花心木（Khaya ivorensis）（热带非洲）
- 香椿（Toona siensis）（中国）
- 龙贡（Lansium domesticum）（马来群岛）

## 属
- 米仔兰属 Aglaia 米兰长成的树
- Anthocarapa
- 山楝属 Aphanamixis
- Astrotrichilia
- 蒜楝属 Azadirachta
- 南美楝属 Cabralea
- Calodecarya
- Capuronianthus
- 酸渣树属 Carapa
- 洋椿属 Cedrela
- 溪桫属 Chisocheton
- 麻楝属 Chukrasia
- 浆果楝属 Cipadessa
- 樫木属 Dysoxylum
- 假槟榔属 Ekebergia
- 非洲楝属 Entandrophragma
- 驼峰楝属 Guarea
- Heckeldora
- Humbertioturraea
- 非洲桃花芯木属 Khaya
- 兰橵属 Lansium
- Lepidotrichilia
- Lovoa
- Malleastrum
- 楝属 Melia
- 地黄连属 Munronia
- 印度吐根属 Naregamia
- Neobeguea
- Owenia
- Pseudobersama
- Pseudocarapa
- Pseudocedrela
- Pterorhachis

米兰长成的树

- 雷楝属 Reinwardtiodendron
- Ruagea
- 山陀儿属 Sandoricum
- Schmardaea
- Soymida
- Sphaerosacme
- 桃花心木属 Swietenia
- Synoum
- 香椿属 Toona
- 鹧鸪花属 Trichilia
- 杜楝属 Turraea
- Turraeanthus
- Vavaea
- 割舌树属 Walsura
- 木果楝属 Xylocarpus

## 註解
1. ↑  「楝」，拼音：，注音：，粤拼：，音同「練」